# Tretze dessèrts
La tradició dels tretze dessèrts (lit. "tretze darreries") o calenas és una tradició occitana que surt a taula per la festa de Nadal i per les festes de Calendas en general. Es pensa que es tracta d'una tradició més aviat recent espellida a la fi del segle xix al país Marsellès. Tot amb tot sembla que se sosté en elements anteriors atestats ja a partir del segle xvii. Va Ser codificada posteriorment durant el segle xix pel Felibritge.
El nombre tretze simbolitza els dotze apòstols amb Jesús. A desgrrat que a la començança fos més que més presenta aquesta tradició a Provença, es pot trobar ara en molts d'indrets d'Occitània i fins a Catalunya. Surten tot just després del gròs sopar (la revetlla de Nadal), l'àpat del reganhon (ressopó) de Nadal pròpiament dit.
La seva composició pot variar en funció de les regions i segons les famílies i tot. En general són les menges següents:
- La pomba d'oli (o el gibassier): és un pastís sucrat amb oli d'oliva i de pela de taronja i de llimona.
- Els mendicants (o els pachichòis) (les nous, les avellanes, les figues seques, les ametlles i les panses) que representen els diversos ordres religiossos catòlics que han promès de ser pobres.

- Les pomes.
- Les peres.
- El verdau (un meló verd).
- El nogat negre i el blanc.
- Les serves.
- raïm.

De cops s'hi afegeix també:
- mandarines o taronges.
- dàtils.
- fruita confitada a Ate, calissons a Ais, gansas a Arle…
- codonyat (pasta de codony) o d'altra fruita.
- bunhas (a la comarca del Cairàs), o de meravilhas (lit. meravelles), o orelletes...

De segur, per a pair més bé aquestes llepolies, sovint es fan acompanyar de vi (en general vi cuit) o de cartagena.